# 盧布斯科
盧布斯科（波蘭語：Lubsko）是波蘭的城鎮，位於該國西部，由盧布斯卡省負責管轄，面積12.56平方公里，最高點海拔高度122米，該鎮的工業化始於1835年，2006年人口14,767。

## 外部連結
- Municipal website （页面存档备份，存于）
- Jewish Community in Lubsko （页面存档备份，存于） on Virtual Shtetl

51°48′N 14°58′E / 51.800°N 14.967°E